# سيماخوس
سيماخوس هو مترجم ترجم العهد القديم إلى اليونانية، وضمّنها أوريجانوس في الستينية [الإنجليزية] والرباعية، التي قارنت بين عدة نسخ من العهد القديم بعضها البعض بالنسخ السبعونية. دفعت بعض الأجزاء الباقية من نسخة سيماخوس الستينية باحثين إلى تقييم ووصف ترجمته لليونانية بالنقاء والأناقة، حتى أن هيرونيموس كان شديد الإعجاب بها، واعتمد عليها عند تأليفه لكتابه فولغاتا.

## وصلات خارجية
- الموسوعة الكاثوليكية: سيماخوس الإبيوني
- الموسوعة اليهودية: سيماخوس